# Alphabetische Liste der Asteroiden/1996 und 1997
Um die Liste der Asteroiden ohne Eigennamen nicht zu überfluten, sind nur die Asteroiden bis Nummer 20000 komplett. Asteroiden mit höherer oder ohne Nummer sollten nur eingetragen werden, wenn sie einen Artikel haben oder eine Besonderheit darstellen.
Die Sortierung erfolgt nach der Bezeichnung hinter der Asteroidennummer.

## 1996

### 1996 A bis R
| A bis G           | A bis G             |
| Nummer und Name   | Orbittyp            |
| ----------------- | ------------------- |
| (13171) 1996 AA   | Hauptgürtel         |
| 0(9226) 1996 AB1  | Hauptgürtel         |
| (18485) 1996 AB   | Hauptgürtel         |
| (15850) 1996 AE1  | Hauptgürtel         |
| (12808) 1996 AF1  | Hauptgürtel         |
| 0(9652) 1996 AF2  | Hauptgürtel         |
| (17626) 1996 AG2  | Hauptgürtel         |
| (13173) 1996 AJ2  | Hauptgürtel         |
| 0(9653) 1996 AL2  | Hauptgürtel         |
| (14946) 1996 AN2  | Hauptgürtel         |
| 0(7795) 1996 AN15 | Hauptgürtel         |
| (12806) 1996 AN   | Hauptgürtel         |
| (13172) 1996 AO   | Hauptgürtel         |
| (19281) 1996 AP3  | Hauptgürtel         |
| (14058) 1996 AP15 | Hauptgürtel         |
| (18486) 1996 AS2  | Hauptgürtel         |
| (14055) 1996 AS   | Hauptgürtel         |
| 0(7312) 1996 AT3  | Hauptgürtel         |
| (17624) 1996 AT   | Hauptgürtel         |
| (18487) 1996 AU3  | Hauptgürtel         |
| 0(9225) 1996 AU   | Hauptgürtel         |
| (19280) 1996 AV   | Hauptgürtel         |
| (12807) 1996 AW   | Hauptgürtel         |
| (18488) 1996 AY3  | Hauptgürtel         |
| (14949) 1996 BA2  | Hauptgürtel         |
| (14059) 1996 BB2  | Hauptgürtel         |
| (12809) 1996 BB   | Hauptgürtel         |
| (14950) 1996 BE2  | Hauptgürtel         |
| (18490) 1996 BG17 | Hauptgürtel         |
| (19283) 1996 BJ2  | Hauptgürtel         |
| (14506) 1996 BL2  | Hauptgürtel         |
| 0(9896) 1996 BL17 | Hauptgürtel         |
| (12434) 1996 BM   | Hauptgürtel         |
| 0(9227) 1996 BO2  | Hauptgürtel         |
| (11616) 1996 BQ2  | äußerer Hauptgürtel |
| (15852) 1996 BR1  | Hauptgürtel         |
| 0(9895) 1996 BR3  | Hauptgürtel         |
| 0(9894) 1996 BS1  | Hauptgürtel         |
| (14951) 1996 BS2  | Hauptgürtel         |
| (19284) 1996 BU3  | äußerer Hauptgürtel |
| (11999) 1996 BV1  | Hauptgürtel         |
| (18489) 1996 BV2  | Hauptgürtel         |
| (12436) 1996 BY1  | Hauptgürtel         |
| 0(8916) 1996 CC   | Hauptgürtel         |
| (16725) 1996 CE3  | Hauptgürtel         |
| 0(9228) 1996 CG1  | Hauptgürtel         |
| (12000) 1996 CK2  | Hauptgürtel         |
| (11617) 1996 CL2  | Hauptgürtel         |
| 0(7798) 1996 CL   | Hauptgürtel         |
| (19285) 1996 CM9  | äußerer Hauptgürtel |
| 0(7612) 1996 CN2  | Hauptgürtel         |
| (14507) 1996 CQ1  | Hauptgürtel         |
| (14952) 1996 CQ   | Hauptgürtel         |
| (12438) 1996 CZ   | Hauptgürtel         |
| (14956) 1996 DB1  | Hauptgürtel         |
| (16726) 1996 DC   | Hauptgürtel         |
| (14508) 1996 DH2  | Hauptgürtel         |
| (15361) 1996 DK2  | Hauptgürtel         |
| (12815) 1996 DL2  | Hauptgürtel         |
| (14954) 1996 DL   | Hauptgürtel         |
| (18491) 1996 DP2  | Hauptgürtel         |
| (14064) 1996 DT3  | Hauptgürtel         |
| (19286) 1996 DU   | Hauptgürtel         |
| (12441) 1996 DV   | Hauptgürtel         |
| (14955) 1996 DX   | Hauptgürtel         |
| (14063) 1996 DZ   | Hauptgürtel         |
| (13175) 1996 EB2  | Hauptgürtel         |
| (15362) 1996 ED   | Hauptgürtel         |
| (10180) 1996 EE2  | Hauptgürtel         |
| (13639) 1996 EG2  | Hauptgürtel         |
| 0(9899) 1996 EH   | Hauptgürtel         |
| 0(9659) 1996 EJ   | Hauptgürtel         |
| (16727) 1996 EK2  | Hauptgürtel         |
| (11116) 1996 EK   | Hauptgürtel         |
| 0(8566) 1996 EN   | Apollo-Typ          |
| (12816) 1996 ES1  | Hauptgürtel         |
| (14510) 1996 ES2  | Hauptgürtel         |
| 0(8917) 1996 EU2  | äußerer Hauptgürtel |
| (11618) 1996 EX1  | Hauptgürtel         |
| (14066) 1996 FA4  | Hauptgürtel         |
| (17628) 1996 FB5  | Hauptgürtel         |
| 0(8049) 1996 FL2  | Hauptgürtel         |
| (11331) 1996 FO2  | Hauptgürtel         |
| 0(9794) 1996 FO5  | Hauptgürtel         |
| 0(9660) 1996 FW4  | Hauptgürtel         |
| (14514) 1996 GA18 | Hauptgürtel         |
| (16729) 1996 GA19 | Hauptgürtel         |
| (16728) 1996 GB18 | Hauptgürtel         |
| (11619) 1996 GG17 | Hauptgürtel         |
| (14512) 1996 GL1  | Hauptgürtel         |
| (15859) 1996 GO18 | Hauptgürtel         |
| (18492) 1996 GS2  | Hauptgürtel         |
| (14067) 1996 GY17 | Hauptgürtel         |

| H bis R           | H bis R          |
| Nummer und Name   | Orbittyp         |
| ----------------- | ---------------- |
| (13646) 1996 HC12 | Hauptgürtel      |
| (13645) 1996 HF11 | Hauptgürtel      |
| (13178) 1996 HF18 | Hauptgürtel      |
| (18494) 1996 HH10 | Hauptgürtel      |
| (18495) 1996 HH24 | Hauptgürtel      |
| (15862) 1996 HJ15 | Hauptgürtel      |
| (14516) 1996 HM11 | Hauptgürtel      |
| (17630) 1996 HM21 | Hauptgürtel      |
| (16733) 1996 HM22 | Hauptgürtel      |
| (17629) 1996 HN1  | Hauptgürtel      |
| (15367) 1996 HP23 | Hauptgürtel      |
| (15365) 1996 HQ9  | Hauptgürtel      |
| (14957) 1996 HQ22 | Hauptgürtel      |
| (15864) 1996 HQ23 | Hauptgürtel      |
| (15366) 1996 HR16 | Hauptgürtel      |
| (15863) 1996 HT15 | Hauptgürtel      |
| (13179) 1996 HU18 | Hauptgürtel      |
| (18493) 1996 HV9  | Jupiter-Trojaner |
| (17631) 1996 HV21 | Hauptgürtel      |
| 0(8567) 1996 HW1  | Amor-Typ         |
| (17632) 1996 HW21 | Hauptgürtel      |
| (15865) 1996 HW25 | Hauptgürtel      |
| (19289) 1996 HY12 | Hauptgürtel      |
| (16732) 1996 HZ16 | Hauptgürtel      |
| (16734) 1996 HZ22 | Hauptgürtel      |
| (14070) 1996 JC1  | Hauptgürtel      |
| (13648) 1996 JJ1  | Hauptgürtel      |
| (16735) 1996 JJ   | Hauptgürtel      |
| (14958) 1996 JK1  | Hauptgürtel      |
| 0(9798) 1996 JK   | Hauptgürtel      |
| 0(8219) 1996 JL   | Hauptgürtel      |
| (18496) 1996 JN1  | Hauptgürtel      |
| (17633) 1996 JU   | Hauptgürtel      |
| (10187) 1996 JV   | Hauptgürtel      |
| (12004) 1996 JW1  | Hauptgürtel      |
| (16736) 1996 JW2  | Hauptgürtel      |
| (15368) 1996 JZ   | Hauptgürtel      |
| (15369) 1996 KB   | Hauptgürtel      |
| (15866) 1996 KG   | Hauptgürtel      |
| (16737) 1996 KN1  | Hauptgürtel      |
| (14073) 1996 KO1  | Hauptgürtel      |
| (16738) 1996 KQ1  | Hauptgürtel      |
| (16739) 1996 KX2  | Hauptgürtel      |
| (19292) 1996 NG5  | Hauptgürtel      |
| (15867) 1996 NK5  | Hauptgürtel      |
| 0(8309) 1996 NL1  | Hauptgürtel      |
| (17634) 1996 NM3  | Hauptgürtel      |
| (18500) 1996 NX3  | Hauptgürtel      |
| (16741) 1996 NZ3  | Hauptgürtel      |
| (18501) 1996 OB   | Hauptgürtel      |
| (17635) 1996 OC1  | Hauptgürtel      |
| (10589) 1996 OM2  | Hauptgürtel      |
| (14076) 1996 OO1  | Hauptgürtel      |
| (10590) 1996 OP2  | Hauptgürtel      |
| (10192) 1996 OQ1  | Hauptgürtel      |
| (16743) 1996 OQ   | Hauptgürtel      |
| 0(8918) 1996 OR1  | Hauptgürtel      |
| (17639) 1996 PA4  | Hauptgürtel      |
| (18504) 1996 PB5  | Hauptgürtel      |
| (16748) 1996 PD9  | Hauptgürtel      |
| (18502) 1996 PK1  | Hauptgürtel      |
| (13649) 1996 PM4  | Hauptgürtel      |
| (10592) 1996 PN5  | Hauptgürtel      |
| (17636) 1996 PQ   | Hauptgürtel      |
| (16747) 1996 PS8  | Hauptgürtel      |
| (16746) 1996 PW6  | Hauptgürtel      |
| (18503) 1996 PY4  | Hauptgürtel      |
| (18506) 1996 PY6  | Hauptgürtel      |
| (16749) 1996 QE   | Hauptgürtel      |
| (16751) 1996 QG1  | Hauptgürtel      |
| (18507) 1996 QM1  | Hauptgürtel      |
| (10194) 1996 QN1  | Hauptgürtel      |
| (16752) 1996 QP1  | Hauptgürtel      |
| (16753) 1996 QS1  | Hauptgürtel      |
| (15871) 1996 QX1  | Hauptgürtel      |
| (18509) 1996 RB4  | Hauptgürtel      |
| (19295) 1996 RC1  | Hauptgürtel      |
| (10594) 1996 RE4  | Hauptgürtel      |
| (10868) 1996 RF5  | Hauptgürtel      |
| (12821) 1996 RG1  | Hauptgürtel      |
| (18508) 1996 RJ2  | Hauptgürtel      |
| (15872) 1996 RJ4  | Hauptgürtel      |
| (19296) 1996 RO4  | Hauptgürtel      |
| (16756) 1996 RQ11 | Hauptgürtel      |
| (19297) 1996 RS24 | Hauptgürtel      |
| (16754) 1996 RW   | Hauptgürtel      |
| (14518) 1996 RZ30 | Jupiter-Trojaner |

### 1996 S bis Z
| S bis VP          | S bis VP                 |
| Nummer und Name   | Orbittyp                 |
| ----------------- | ------------------------ |
| (19301) 1996 SF8  | Hauptgürtel              |
| (18511) 1996 SH4  | Hauptgürtel              |
| (19300) 1996 SH6  | Hauptgürtel              |
| (10869) 1996 SJ4  | Hauptgürtel              |
| (18512) 1996 SO7  | Hauptgürtel              |
| (13182) 1996 SO8  | Jupiter-Trojaner         |
| (10383) 1996 SR7  | Hauptgürtel              |
| (10595) 1996 SS6  | Hauptgürtel              |
| (17641) 1996 SW7  | Hauptgürtel              |
| (19299) 1996 SZ4  | Transneptunisches Objekt |
| 0(7615) 1996 TA11 | Hauptgürtel              |
| (19302) 1996 TD   | Hauptgürtel              |
| (18514) 1996 TE11 | Marsbahnkreuzer          |
| 0(8226) 1996 TF7  | Hauptgürtel              |
| (10873) 1996 TF11 | Hauptgürtel              |
| (10871) 1996 TG7  | Hauptgürtel              |
| (16763) 1996 TG12 | Hauptgürtel              |
| (15873) 1996 TH7  | Hauptgürtel              |
| (19305) 1996 TH10 | Hauptgürtel              |
| (17643) 1996 TJ5  | Hauptgürtel              |
| 0(8312) 1996 TJ12 | Hauptgürtel              |
| (10196) 1996 TJ15 | Hauptgürtel              |
| (16762) 1996 TK10 | Hauptgürtel              |
| (10599) 1996 TK15 | Hauptgürtel              |
| (10600) 1996 TK48 | Hauptgürtel              |
| (11125) 1996 TL10 | Hauptgürtel              |
| (18515) 1996 TL14 | Hauptgürtel              |
| (14962) 1996 TL15 | Hauptgürtel              |
| (18516) 1996 TL29 | Hauptgürtel              |
| (15874) 1996 TL66 | Transneptunisches Objekt |
| 0(8412) 1996 TM6  | Hauptgürtel              |
| 0(7444) 1996 TM10 | Hauptgürtel              |
| (14963) 1996 TM15 | Hauptgürtel              |
| (17646) 1996 TM36 | Hauptgürtel              |
| 0(8570) 1996 TN10 | Hauptgürtel              |
| (19306) 1996 TN12 | Hauptgürtel              |
| (13650) 1996 TN49 | Jupiter-Trojaner         |
| (19308) 1996 TO66 | Transneptunisches Objekt |
| (15875) 1996 TP66 | Transneptunisches Objekt |
| (19304) 1996 TQ1  | Hauptgürtel              |
| (10384) 1996 TQ10 | Hauptgürtel              |
| (16758) 1996 TR1  | Hauptgürtel              |
| (10597) 1996 TR10 | Hauptgürtel              |
| (17645) 1996 TR14 | Hauptgürtel              |
| (17647) 1996 TR41 | Hauptgürtel              |
| (18513) 1996 TS5  | Hauptgürtel              |
| (16764) 1996 TV14 | Hauptgürtel              |
| (17644) 1996 TW8  | Hauptgürtel              |
| (13183) 1996 TW   | Jupiter-Trojaner         |
| (17642) 1996 TY4  | Hauptgürtel              |
| (16768) 1996 UA1  | Hauptgürtel              |
| (10876) 1996 UB   | Hauptgürtel              |
| (16772) 1996 UC4  | Hauptgürtel              |
| (12009) 1996 UE   | Marsbahnkreuzer          |
| (10603) 1996 UF4  | Hauptgürtel              |
| (11624) 1996 UF   | Hauptgürtel              |
| (17650) 1996 UH5  | Hauptgürtel              |
| (19309) 1996 UK1  | Hauptgürtel              |
| (13186) 1996 UM   | innerer Hauptgürtel      |
| (16769) 1996 UN1  | Hauptgürtel              |
| (17649) 1996 UP1  | Hauptgürtel              |
| (16771) 1996 UQ3  | Hauptgürtel              |
| (10877) 1996 UR   | Hauptgürtel              |
| (16767) 1996 US   | Hauptgürtel              |
| 0(8415) 1996 UT   | äußerer Hauptgürtel      |
| (17648) 1996 UU   | Hauptgürtel              |
| (10881) 1996 VA5  | Hauptgürtel              |
| (18522) 1996 VA6  | Hauptgürtel              |
| (18523) 1996 VA7  | Hauptgürtel              |
| (16776) 1996 VA8  | Hauptgürtel              |
| (11130) 1996 VA30 | Hauptgürtel              |
| (16775) 1996 VB6  | Hauptgürtel              |
| (18526) 1996 VB30 | Hauptgürtel              |
| 0(8227) 1996 VD4  | äußerer Hauptgürtel      |
| (16777) 1996 VD29 | Hauptgürtel              |
| (19311) 1996 VF3  | Hauptgürtel              |
| (19313) 1996 VF8  | Hauptgürtel              |
| 0(7617) 1996 VF30 | Hauptgürtel              |
| (18517) 1996 VG2  | Hauptgürtel              |
| (17662) 1996 VG30 | Hauptgürtel              |
| (18519) 1996 VH4  | Hauptgürtel              |
| 0(8921) 1996 VH30 | Hauptgürtel              |
| (18527) 1996 VJ30 | Hauptgürtel              |
| 0(7503) 1996 VJ38 | Hauptgürtel              |
| (17654) 1996 VK3  | Hauptgürtel              |
| (18520) 1996 VK4  | Hauptgürtel              |
| (17663) 1996 VK30 | Hauptgürtel              |
| (17655) 1996 VL3  | Hauptgürtel              |
| (10879) 1996 VM3  | Hauptgürtel              |
| (11340) 1996 VN5  | äußerer Hauptgürtel      |
| 0(8576) 1996 VN8  | Hauptgürtel              |
| (16773) 1996 VO1  | Hauptgürtel              |
| (18525) 1996 VO8  | Hauptgürtel              |
| (11131) 1996 VO30 | Hauptgürtel              |
| (15876) 1996 VO38 | Hauptgürtel              |
| (16774) 1996 VP1  | Hauptgürtel              |
| (17660) 1996 VP6  | Hauptgürtel              |
| (17664) 1996 VP30 | Hauptgürtel              |

| VQ bis Z          | VQ bis Z            |
| Nummer und Name   | Orbittyp            |
| ----------------- | ------------------- |
| (19312) 1996 VR7  | Hauptgürtel         |
| (17658) 1996 VS4  | Hauptgürtel         |
| (18518) 1996 VT3  | Hauptgürtel         |
| (11627) 1996 VT4  | Hauptgürtel         |
| (12011) 1996 VT5  | Hauptgürtel         |
| (19314) 1996 VT8  | Hauptgürtel         |
| (10883) 1996 VU5  | Hauptgürtel         |
| (18521) 1996 VV5  | Hauptgürtel         |
| (17661) 1996 VW7  | Hauptgürtel         |
| (17659) 1996 VX5  | Hauptgürtel         |
| (18528) 1996 VX30 | Hauptgürtel         |
| (19315) 1996 VY8  | Hauptgürtel         |
| (11629) 1996 VY29 | Hauptgürtel         |
| (11630) 1996 VY38 | Hauptgürtel         |
| 0(8727) 1996 VZ7  | Hauptgürtel         |
| 0(8920) 1996 VZ29 | Hauptgürtel         |
| (12015) 1996 WA   | Hauptgürtel         |
| (19316) 1996 WB   | Hauptgürtel         |
| (17665) 1996 WD   | Hauptgürtel         |
| 0(8118) 1996 WG3  | Hauptgürtel         |
| (16779) 1996 WH2  | Hauptgürtel         |
| (18529) 1996 WK3  | Hauptgürtel         |
| (19317) 1996 WS1  | Hauptgürtel         |
| (16778) 1996 WU1  | Hauptgürtel         |
| (15373) 1996 WV1  | äußerer Hauptgürtel |
| (15877) 1996 WZ1  | äußerer Hauptgürtel |
| (19324) 1996 XA18 | Hauptgürtel         |
| (11632) 1996 XB3  | Hauptgürtel         |
| (19320) 1996 XB6  | Hauptgürtel         |
| (12017) 1996 XC1  | Hauptgürtel         |
| (15878) 1996 XC3  | Hauptgürtel         |
| (19325) 1996 XC18 | Hauptgürtel         |
| (16782) 1996 XC19 | Hauptgürtel         |
| (12822) 1996 XD1  | Hauptgürtel         |
| (19326) 1996 XD19 | Hauptgürtel         |
| (18534) 1996 XE12 | Hauptgürtel         |
| (17669) 1996 XF6  | Hauptgürtel         |
| (12019) 1996 XF19 | Hauptgürtel         |
| 0(9101) 1996 XG2  | Hauptgürtel         |
| (11633) 1996 XG9  | Hauptgürtel         |
| (15879) 1996 XH6  | Hauptgürtel         |
| (18537) 1996 XH18 | Hauptgürtel         |
| (19327) 1996 XH19 | Hauptgürtel         |
| (11344) 1996 XH31 | Hauptgürtel         |
| (18533) 1996 XJ6  | Hauptgürtel         |
| (12018) 1996 XJ15 | Hauptgürtel         |
| (11342) 1996 XJ19 | Hauptgürtel         |
| (19330) 1996 XJ31 | Hauptgürtel         |
| (18540) 1996 XK31 | Hauptgürtel         |
| (12449) 1996 XL31 | Hauptgürtel         |
| (19323) 1996 XM13 | Hauptgürtel         |
| (18536) 1996 XN15 | Hauptgürtel         |
| (11343) 1996 XP19 | Hauptgürtel         |
| (19322) 1996 XQ11 | Hauptgürtel         |
| (18535) 1996 XQ13 | Hauptgürtel         |
| (11635) 1996 XQ32 | Hauptgürtel         |
| (10610) 1996 XR1  | äußerer Hauptgürtel |
| (17666) 1996 XR   | Hauptgürtel         |
| (18530) 1996 XS1  | Hauptgürtel         |
| (17671) 1996 XS19 | Hauptgürtel         |
| (17672) 1996 XS25 | Hauptgürtel         |
| 0(7539) 1996 XS32 | Hauptgürtel         |
| (16780) 1996 XT1  | Hauptgürtel         |
| (17667) 1996 XT5  | Hauptgürtel         |
| (10887) 1996 XU25 | Hauptgürtel         |
| (11634) 1996 XU30 | Hauptgürtel         |
| (11631) 1996 XV1  | Hauptgürtel         |
| (18532) 1996 XW2  | Hauptgürtel         |
| (17668) 1996 XW5  | Hauptgürtel         |
| (12020) 1996 XW19 | Hauptgürtel         |
| (19319) 1996 XX2  | Hauptgürtel         |
| (12021) 1996 XX19 | Hauptgürtel         |
| (18539) 1996 XX30 | Hauptgürtel         |
| (19321) 1996 XY7  | Hauptgürtel         |
| (18538) 1996 XY18 | Hauptgürtel         |
| (19328) 1996 XY28 | Hauptgürtel         |
| (19329) 1996 XZ30 | Hauptgürtel         |
| (18541) 1996 YA1  | Hauptgürtel         |
| 0(8228) 1996 YB2  | Hauptgürtel         |
| (16784) 1996 YD2  | Hauptgürtel         |
| (12450) 1996 YD   | Hauptgürtel         |
| (11139) 1996 YF2  | Hauptgürtel         |
| (12451) 1996 YF   | Hauptgürtel         |
| (17674) 1996 YG   | Hauptgürtel         |
| 0(8928) 1996 YH2  | Hauptgürtel         |
| (12023) 1996 YJ   | Hauptgürtel         |
| (19335) 1996 YL2  | Hauptgürtel         |
| (11345) 1996 YM   | Hauptgürtel         |
| (12024) 1996 YN2  | Hauptgürtel         |
| (12454) 1996 YO1  | Hauptgürtel         |
| (12452) 1996 YO   | Hauptgürtel         |
| (19332) 1996 YQ1  | Hauptgürtel         |
| (19333) 1996 YT1  | Hauptgürtel         |
| (17675) 1996 YU   | Hauptgürtel         |
| (19334) 1996 YV1  | Hauptgürtel         |
| (12453) 1996 YY   | Hauptgürtel         |

## 1997

### 1997 A bis P
| A bis D           | A bis D                  |
| Nummer und Name   | Orbittyp                 |
| ----------------- | ------------------------ |
| (18544) 1997 AA2  | Hauptgürtel              |
| (19342) 1997 AA7  | Hauptgürtel              |
| (16793) 1997 AA18 | Hauptgürtel              |
| (19338) 1997 AB2  | Hauptgürtel              |
| (12829) 1997 AB13 | Hauptgürtel              |
| (18549) 1997 AD13 | Hauptgürtel              |
| (19344) 1997 AD14 | Hauptgürtel              |
| (18543) 1997 AE   | Hauptgürtel              |
| (19339) 1997 AF4  | Hauptgürtel              |
| (13189) 1997 AF13 | Hauptgürtel              |
| 0(8938) 1997 AF21 | Hauptgürtel              |
| (19336) 1997 AF   | Hauptgürtel              |
| (17676) 1997 AG1  | Hauptgürtel              |
| (17678) 1997 AG3  | Hauptgürtel              |
| (11347) 1997 AG21 | Hauptgürtel              |
| (11638) 1997 AH   | Hauptgürtel              |
| (12025) 1997 AJ1  | Hauptgürtel              |
| (12825) 1997 AJ7  | Hauptgürtel              |
| (17685) 1997 AJ19 | Hauptgürtel              |
| (12457) 1997 AK1  | Hauptgürtel              |
| (17679) 1997 AK4  | Hauptgürtel              |
| (16792) 1997 AK13 | Hauptgürtel              |
| 0(7540) 1997 AK21 | Hauptgürtel              |
| (16785) 1997 AL1  | Hauptgürtel              |
| (12463) 1997 AL7  | Hauptgürtel              |
| (12461) 1997 AM5  | Hauptgürtel              |
| (15880) 1997 AM7  | Hauptgürtel              |
| (18552) 1997 AM21 | Hauptgürtel              |
| (11643) 1997 AM22 | Hauptgürtel              |
| (13187) 1997 AN4  | Hauptgürtel              |
| (11642) 1997 AN21 | Hauptgürtel              |
| 0(8584) 1997 AN22 | Hauptgürtel              |
| (10889) 1997 AO1  | äußerer Hauptgürtel      |
| (18545) 1997 AO2  | Hauptgürtel              |
| (11639) 1997 AO4  | Hauptgürtel              |
| (12462) 1997 AO5  | Hauptgürtel              |
| (12826) 1997 AO7  | Hauptgürtel              |
| (18546) 1997 AP4  | Hauptgürtel              |
| (11641) 1997 AP12 | Hauptgürtel              |
| (11346) 1997 AP14 | Hauptgürtel              |
| 0(7619) 1997 AP21 | Hauptgürtel              |
| (12459) 1997 AQ4  | Hauptgürtel              |
| (19341) 1997 AQ5  | Hauptgürtel              |
| (18551) 1997 AQ17 | Hauptgürtel              |
| (12029) 1997 AQ22 | Hauptgürtel              |
| (12458) 1997 AR1  | Hauptgürtel              |
| (16791) 1997 AR5  | Hauptgürtel              |
| (19343) 1997 AR7  | Hauptgürtel              |
| (17682) 1997 AR12 | Hauptgürtel              |
| (12455) 1997 AR   | Hauptgürtel              |
| (12827) 1997 AS7  | Hauptgürtel              |
| (12466) 1997 AS12 | Hauptgürtel              |
| (17684) 1997 AS16 | Hauptgürtel              |
| 0(8936) 1997 AS17 | Hauptgürtel              |
| (16786) 1997 AT1  | Hauptgürtel              |
| (11640) 1997 AT4  | Hauptgürtel              |
| (19337) 1997 AT   | Hauptgürtel              |
| (16789) 1997 AU3  | Hauptgürtel              |
| (18547) 1997 AU5  | Hauptgürtel              |
| (12026) 1997 AV1  | Hauptgürtel              |
| (19340) 1997 AV4  | Hauptgürtel              |
| (17677) 1997 AW2  | Hauptgürtel              |
| (12824) 1997 AW3  | Hauptgürtel              |
| (17680) 1997 AW5  | Hauptgürtel              |
| (12467) 1997 AX17 | Hauptgürtel              |
| (10890) 1997 AY2  | Hauptgürtel              |
| (16787) 1997 AZ1  | Hauptgürtel              |
| (16790) 1997 AZ4  | Hauptgürtel              |
| (10611) 1997 BB1  | Hauptgürtel              |
| 0(9231) 1997 BB2  | Hauptgürtel              |
| (17686) 1997 BC2  | Hauptgürtel              |
| (12030) 1997 BF3  | Hauptgürtel              |
| (11143) 1997 BF7  | Hauptgürtel              |
| (17688) 1997 BM3  | Hauptgürtel              |
| (13190) 1997 BN1  | Hauptgürtel              |
| (17687) 1997 BN2  | Hauptgürtel              |
| (11647) 1997 BN3  | Hauptgürtel              |
| (18554) 1997 BO1  | Hauptgürtel              |
| (12830) 1997 BP1  | Hauptgürtel              |
| (13191) 1997 BP3  | Hauptgürtel              |
| (11644) 1997 BR1  | Hauptgürtel              |
| (11649) 1997 BR6  | Hauptgürtel              |
| (13651) 1997 BR   | Apollo-Typ               |
| (12831) 1997 BS6  | Hauptgürtel              |
| (11648) 1997 BT3  | Hauptgürtel              |
| (19345) 1997 BV2  | Hauptgürtel              |
| (11645) 1997 BY1  | Hauptgürtel              |
| (11646) 1997 BZ1  | Hauptgürtel              |
| (13194) 1997 CA1  | Hauptgürtel              |
| (16795) 1997 CA3  | Hauptgürtel              |
| (11653) 1997 CA20 | Hauptgürtel              |
| (12836) 1997 CA22 | Hauptgürtel              |
| (12039) 1997 CB22 | Hauptgürtel              |
| 0(9233) 1997 CC1  | Hauptgürtel              |
| (12475) 1997 CC20 | Hauptgürtel              |
| (11655) 1997 CC29 | Hauptgürtel              |
| (11654) 1997 CD20 | Hauptgürtel              |
| (12832) 1997 CE1  | Hauptgürtel              |
| (12038) 1997 CE20 | Hauptgürtel              |
| 0(9433) 1997 CF3  | Hauptgürtel              |
| (17691) 1997 CF17 | Hauptgürtel              |
| (19346) 1997 CG1  | Hauptgürtel              |
| (13195) 1997 CG6  | Hauptgürtel              |
| 0(9234) 1997 CH4  | Hauptgürtel              |
| (19347) 1997 CH9  | Hauptgürtel              |
| 0(8949) 1997 CM28 | Hauptgürtel              |
| 0(9113) 1997 CN5  | Hauptgürtel              |
| (11650) 1997 CN   | Hauptgürtel              |
| (18558) 1997 CO19 | Hauptgürtel              |
| (18557) 1997 CQ11 | Hauptgürtel              |
| (12036) 1997 CR19 | Hauptgürtel              |
| (15883) 1997 CR29 | Transneptunisches Objekt |
| (12034) 1997 CR   | Hauptgürtel              |
| (17689) 1997 CS   | Hauptgürtel              |
| (12037) 1997 CT19 | Hauptgürtel              |
| (19350) 1997 CU28 | Hauptgürtel              |
| (15881) 1997 CU   | Hauptgürtel              |
| (13654) 1997 CV21 | Hauptgürtel              |
| 0(8948) 1997 CW27 | Hauptgürtel              |
| (13193) 1997 CW   | Hauptgürtel              |
| (17692) 1997 CX27 | Hauptgürtel              |
| (17690) 1997 CY2  | Hauptgürtel              |
| (16796) 1997 CY16 | Hauptgürtel              |
| (11651) 1997 CY   | Hauptgürtel              |
| (12474) 1997 CZ19 | Hauptgürtel              |
| (15884) 1997 DJ   | Hauptgürtel              |

| E bis P           | E bis P             |
| Nummer und Name   | Orbittyp            |
| ----------------- | ------------------- |
| (15886) 1997 EB6  | Hauptgürtel         |
| 0(9439) 1997 EB42 | Hauptgürtel         |
| (13657) 1997 EB54 | Hauptgürtel         |
| (17695) 1997 EE7  | Hauptgürtel         |
| (15888) 1997 EE29 | Hauptgürtel         |
| (15885) 1997 EE   | Hauptgürtel         |
| (13201) 1997 EF41 | Hauptgürtel         |
| 0(8950) 1997 EG46 | Hauptgürtel         |
| (12837) 1997 EK35 | Hauptgürtel         |
| (18562) 1997 EK54 | äußerer Hauptgürtel |
| (19351) 1997 EK   | Hauptgürtel         |
| (16798) 1997 EL50 | Hauptgürtel         |
| (19352) 1997 EL   | Hauptgürtel         |
| (18559) 1997 EN2  | Hauptgürtel         |
| 0(7685) 1997 EP17 | Hauptgürtel         |
| (11658) 1997 EQ17 | Hauptgürtel         |
| (12041) 1997 EQ25 | äußerer Hauptgürtel |
| (13655) 1997 ER2  | Hauptgürtel         |
| (12476) 1997 EU2  | Hauptgürtel         |
| (13199) 1997 EW25 | Hauptgürtel         |
| (12480) 1997 EW45 | Hauptgürtel         |
| (11659) 1997 EX41 | Hauptgürtel         |
| (13656) 1997 EX45 | Hauptgürtel         |
| (12839) 1997 FB2  | Hauptgürtel         |
| (13203) 1997 FC5  | Hauptgürtel         |
| (13659) 1997 FH4  | Hauptgürtel         |
| (11661) 1997 FK4  | Hauptgürtel         |
| (11660) 1997 FL2  | Hauptgürtel         |
| (12043) 1997 FN   | Hauptgürtel         |
| (12484) 1997 FO3  | Hauptgürtel         |
| 0(8951) 1997 FO   | Hauptgürtel         |
| (14078) 1997 FQ3  | Hauptgürtel         |
| (12046) 1997 FQ4  | Hauptgürtel         |
| (13202) 1997 FT3  | Hauptgürtel         |
| (14079) 1997 FV3  | Hauptgürtel         |
| (12483) 1997 FW1  | Hauptgürtel         |
| 0(9801) 1997 FX3  | Hauptgürtel         |
| 0(9440) 1997 FZ1  | Hauptgürtel         |
| (13663) 1997 GA14 | Hauptgürtel         |
| (14085) 1997 GA37 | Hauptgürtel         |
| (15892) 1997 GB14 | Hauptgürtel         |
| (13205) 1997 GB19 | Hauptgürtel         |
| (19359) 1997 GB35 | Hauptgürtel         |
| (14520) 1997 GC11 | Hauptgürtel         |
| (14086) 1997 GC38 | Hauptgürtel         |
| (12841) 1997 GD8  | Hauptgürtel         |
| (12488) 1997 GD15 | Hauptgürtel         |
| 0(9118) 1997 GD20 | Hauptgürtel         |
| (13660) 1997 GE8  | Hauptgürtel         |
| (13664) 1997 GE17 | Hauptgürtel         |
| (19356) 1997 GH3  | Amor-Typ            |
| (13661) 1997 GH8  | Hauptgürtel         |
| (14083) 1997 GH22 | Hauptgürtel         |
| (12487) 1997 GJ8  | Hauptgürtel         |
| (13665) 1997 GK17 | Hauptgürtel         |
| (14082) 1997 GK21 | Hauptgürtel         |
| (14524) 1997 GK23 | Hauptgürtel         |
| 0(9803) 1997 GL8  | Hauptgürtel         |
| (13662) 1997 GL11 | Hauptgürtel         |
| (14521) 1997 GL15 | Hauptgürtel         |
| (11662) 1997 GL23 | Hauptgürtel         |
| 0(9666) 1997 GM22 | Hauptgürtel         |
| (17700) 1997 GM40 | Hauptgürtel         |
| 0(9441) 1997 GN8  | Hauptgürtel         |
| (19358) 1997 GO23 | äußerer Hauptgürtel |
| (11663) 1997 GO24 | Jupiter-Trojaner    |
| (12486) 1997 GP6  | Hauptgürtel         |
| 0(9802) 1997 GQ6  | Hauptgürtel         |
| (12842) 1997 GQ23 | Hauptgürtel         |
| 0(9442) 1997 GQ27 | Hauptgürtel         |
| (13209) 1997 GQ41 | Hauptgürtel         |
| (13204) 1997 GR12 | Hauptgürtel         |
| (12489) 1997 GR36 | Hauptgürtel         |
| (14522) 1997 GS21 | Hauptgürtel         |
| (14081) 1997 GT18 | Hauptgürtel         |
| (12049) 1997 GT32 | Hauptgürtel         |
| 0(7719) 1997 GT36 | Hauptgürtel         |
| (17701) 1997 GU41 | Hauptgürtel         |
| (15893) 1997 GV20 | Hauptgürtel         |
| (14523) 1997 GV21 | Hauptgürtel         |
| (14525) 1997 GV35 | Hauptgürtel         |
| (12048) 1997 GW29 | Hauptgürtel         |
| (17699) 1997 GX7  | Hauptgürtel         |
| (13666) 1997 GX22 | Hauptgürtel         |
| (14084) 1997 GX23 | Hauptgürtel         |
| 0(9237) 1997 GY7  | Hauptgürtel         |
| (19357) 1997 GZ7  | Hauptgürtel         |
| (14087) 1997 HG10 | Hauptgürtel         |
| (13210) 1997 HP8  | Hauptgürtel         |
| 0(9443) 1997 HR9  | Hauptgürtel         |
| (15894) 1997 JA13 | Hauptgürtel         |
| 0(9444) 1997 JA   | Hauptgürtel         |
| (13213) 1997 JB15 | Hauptgürtel         |
| (14089) 1997 JC14 | Hauptgürtel         |
| (14527) 1997 JD12 | Hauptgürtel         |
| (13670) 1997 JD15 | Hauptgürtel         |
| (12844) 1997 JE10 | Hauptgürtel         |
| (13671) 1997 JH18 | Hauptgürtel         |
| (15895) 1997 JJ15 | Hauptgürtel         |
| (13214) 1997 JJ16 | Hauptgürtel         |
| (14528) 1997 JN15 | Hauptgürtel         |
| (16800) 1997 JQ16 | Hauptgürtel         |
| (19360) 1997 JS12 | Hauptgürtel         |
| (13215) 1997 JT16 | Hauptgürtel         |
| (16799) 1997 JU7  | Hauptgürtel         |
| (19361) 1997 KH4  | Hauptgürtel         |
| (15377) 1997 KW   | Hauptgürtel         |
| (13216) 1997 LH4  | Hauptgürtel         |
| (13676) 1997 MA4  | Hauptgürtel         |
| (13218) 1997 MC3  | Hauptgürtel         |
| (14091) 1997 MQ4  | Hauptgürtel         |
| (14090) 1997 MS3  | Hauptgürtel         |
| (19362) 1997 MX3  | Hauptgürtel         |
| (13675) 1997 MZ2  | Hauptgürtel         |
| (12847) 1997 NQ2  | Hauptgürtel         |
| (14529) 1997 NR2  | Hauptgürtel         |
| 0(9806) 1997 NR6  | Hauptgürtel         |
| 0(9901) 1997 NV   | Hauptgürtel         |
| 0(9805) 1997 NZ   | Hauptgürtel         |
| (19363) 1997 OL2  | Hauptgürtel         |
| (14093) 1997 OM   | Hauptgürtel         |
| (10206) 1997 PC2  | Hauptgürtel         |
| (14096) 1997 PC4  | Hauptgürtel         |
| (14095) 1997 PE2  | Hauptgürtel         |
| (14531) 1997 PM2  | Hauptgürtel         |
| (14530) 1997 PR   | Hauptgürtel         |
| (13683) 1997 PV3  | Hauptgürtel         |
| (13680) 1997 PY   | Hauptgürtel         |

### 1997 Q bis Z
| Q bis V           | Q bis V             |
| Nummer und Name   | Orbittyp            |
| ----------------- | ------------------- |
| (14970) 1997 QA2  | Hauptgürtel         |
| (12849) 1997 QD2  | Hauptgürtel         |
| (14534) 1997 QE2  | Hauptgürtel         |
| (13685) 1997 QG4  | Hauptgürtel         |
| (14532) 1997 QM   | Hauptgürtel         |
| (10208) 1997 QN1  | Hauptgürtel         |
| (14971) 1997 QN3  | Hauptgürtel         |
| (15380) 1997 QQ4  | Hauptgürtel         |
| (13686) 1997 QS4  | Hauptgürtel         |
| (10212) 1997 RA7  | Hauptgürtel         |
| (13687) 1997 RB7  | Hauptgürtel         |
| (10393) 1997 RF8  | Hauptgürtel         |
| (14540) 1997 RJ10 | Hauptgürtel         |
| (15900) 1997 RK3  | Hauptgürtel         |
| 0(7969) 1997 RP3  | Hauptgürtel         |
| (14099) 1997 RQ3  | Hauptgürtel         |
| (10391) 1997 RR3  | Hauptgürtel         |
| (14538) 1997 RR8  | Hauptgürtel         |
| (18566) 1997 RS3  | Hauptgürtel         |
| (10214) 1997 RT9  | Hauptgürtel         |
| (14536) 1997 RY2  | Hauptgürtel         |
| (15901) 1997 RY8  | Hauptgürtel         |
| (10893) 1997 SB10 | Hauptgürtel         |
| (16806) 1997 SB34 | Hauptgürtel         |
| (14101) 1997 SD1  | Hauptgürtel         |
| (14978) 1997 SD25 | Hauptgürtel         |
| (15383) 1997 SE3  | Hauptgürtel         |
| (16805) 1997 SE16 | Hauptgürtel         |
| (14541) 1997 SF   | Hauptgürtel         |
| (10394) 1997 SG1  | Hauptgürtel         |
| 0(9989) 1997 SG16 | Hauptgürtel         |
| (14102) 1997 SG25 | Hauptgürtel         |
| 0(9807) 1997 SJ4  | Jupiter-Trojaner    |
| (13228) 1997 SJ25 | Hauptgürtel         |
| (14545) 1997 SK25 | Hauptgürtel         |
| (15387) 1997 SQ17 | Hauptgürtel         |
| 0(8426) 1997 ST   | Hauptgürtel         |
| (16803) 1997 SU10 | Hauptgürtel         |
| (13692) 1997 SW30 | Hauptgürtel         |
| (10396) 1997 SW33 | Hauptgürtel         |
| (15906) 1997 SX21 | Hauptgürtel         |
| (10397) 1997 SX33 | Hauptgürtel         |
| (14983) 1997 TE25 | Hauptgürtel         |
| (14547) 1997 TF19 | Hauptgürtel         |
| 0(9992) 1997 TG19 | Marsbahnkreuzer     |
| 0(8427) 1997 TH17 | Hauptgürtel         |
| (14982) 1997 TH19 | Marsbahnkreuzer     |
| (14548) 1997 TJ24 | Hauptgürtel         |
| (14979) 1997 TK1  | Hauptgürtel         |
| (15909) 1997 TM17 | Hauptgürtel         |
| (14546) 1997 TM18 | Hauptgürtel         |
| (14549) 1997 TM27 | Hauptgürtel         |
| (14984) 1997 TN26 | Hauptgürtel         |
| 0(8119) 1997 TP25 | Hauptgürtel         |
| (15394) 1997 TQ25 | Hauptgürtel         |
| (15393) 1997 TR24 | Hauptgürtel         |
| (15912) 1997 TR26 | Hauptgürtel         |
| (15391) 1997 TS16 | Hauptgürtel         |
| (12054) 1997 TT9  | Jupiter-Trojaner    |
| (16808) 1997 TV26 | Hauptgürtel         |
| (16815) 1997 UA9  | Hauptgürtel         |
| (15919) 1997 UA22 | Hauptgürtel         |
| (15920) 1997 UB25 | Hauptgürtel         |
| (18569) 1997 UC11 | Hauptgürtel         |
| (14993) 1997 UC15 | Hauptgürtel         |
| (14553) 1997 UD25 | Hauptgürtel         |
| (14554) 1997 UE25 | Hauptgürtel         |
| (16816) 1997 UF9  | Apollo-Typ          |
| (10614) 1997 UH1  | Hauptgürtel         |
| (14986) 1997 UJ3  | Hauptgürtel         |
| (10615) 1997 UK3  | Hauptgürtel         |
| (15916) 1997 UL7  | Hauptgürtel         |
| (16818) 1997 UL24 | Hauptgürtel         |
| (15914) 1997 UM3  | Hauptgürtel         |
| (17704) 1997 UM5  | Hauptgürtel         |
| (17705) 1997 UM24 | Hauptgürtel         |
| (14106) 1997 UO24 | Hauptgürtel         |
| (16811) 1997 UP3  | Hauptgürtel         |
| (10398) 1997 UP8  | Hauptgürtel         |
| (16812) 1997 UQ3  | Hauptgürtel         |
| (15915) 1997 UR3  | Hauptgürtel         |
| (14987) 1997 UT3  | äußerer Hauptgürtel |
| (16813) 1997 UT6  | Hauptgürtel         |
| (14985) 1997 UU2  | Hauptgürtel         |
| (14991) 1997 UV14 | Hauptgürtel         |
| (14552) 1997 UX20 | äußerer Hauptgürtel |
| (16814) 1997 UY8  | Hauptgürtel         |
| (14992) 1997 UY14 | Hauptgürtel         |
| (10896) 1997 UZ14 | Hauptgürtel         |
| (15398) 1997 UZ23 | Jupiter-Trojaner    |
| (16820) 1997 VA3  | Hauptgürtel         |
| (16822) 1997 VA5  | Hauptgürtel         |
| (17706) 1997 VA6  | Hauptgürtel         |
| (16824) 1997 VA8  | Hauptgürtel         |
| (18570) 1997 VB6  | Hauptgürtel         |
| (16825) 1997 VC8  | Hauptgürtel         |
| (10401) 1997 VD3  | Hauptgürtel         |
| (14997) 1997 VD4  | Hauptgürtel         |
| (15401) 1997 VE4  | Hauptgürtel         |
| (15924) 1997 VE5  | Hauptgürtel         |
| (16823) 1997 VE6  | Hauptgürtel         |
| (15404) 1997 VE8  | Hauptgürtel         |
| (13230) 1997 VG1  | Jupiter-Trojaner    |
| (14557) 1997 VG8  | Hauptgürtel         |
| (19365) 1997 VL5  | Hauptgürtel         |
| (14107) 1997 VM5  | Hauptgürtel         |
| (15925) 1997 VM6  | Hauptgürtel         |
| (17707) 1997 VM7  | Hauptgürtel         |
| (14556) 1997 VN1  | äußerer Hauptgürtel |
| (15923) 1997 VN3  | Hauptgürtel         |
| (15926) 1997 VP6  | Hauptgürtel         |
| (10225) 1997 VQ1  | Hauptgürtel         |
| (10402) 1997 VS5  | Hauptgürtel         |
| (10618) 1997 VU3  | Hauptgürtel         |
| (10897) 1997 VW3  | Hauptgürtel         |
| (16819) 1997 VW   | Hauptgürtel         |
| (14999) 1997 VX8  | Hauptgürtel         |
| (14996) 1997 VY2  | Hauptgürtel         |
| (10228) 1997 VY8  | Hauptgürtel         |
| (16821) 1997 VZ4  | Hauptgürtel         |
| (15400) 1997 VZ   | Hauptgürtel         |

| W bis Z           | W bis Z             |
| Nummer und Name   | Orbittyp            |
| ----------------- | ------------------- |
| (16826) 1997 WA2  | Hauptgürtel         |
| (17711) 1997 WA7  | Hauptgürtel         |
| (10903) 1997 WA30 | Hauptgürtel         |
| (18576) 1997 WA42 | Hauptgürtel         |
| (10902) 1997 WB22 | Hauptgürtel         |
| (14560) 1997 WB33 | äußerer Hauptgürtel |
| (10905) 1997 WB38 | Hauptgürtel         |
| (17708) 1997 WB   | Hauptgürtel         |
| (15928) 1997 WC3  | Hauptgürtel         |
| (14561) 1997 WC34 | äußerer Hauptgürtel |
| (16827) 1997 WD2  | Hauptgürtel         |
| (16836) 1997 WG36 | Hauptgürtel         |
| (10898) 1997 WJ2  | Hauptgürtel         |
| (15405) 1997 WJ7  | Hauptgürtel         |
| (17713) 1997 WJ20 | Hauptgürtel         |
| (15931) 1997 WK45 | Hauptgürtel         |
| (10408) 1997 WL44 | Hauptgürtel         |
| (15407) 1997 WM16 | Hauptgürtel         |
| (16831) 1997 WM21 | Hauptgürtel         |
| (18573) 1997 WM23 | Hauptgürtel         |
| (16837) 1997 WM39 | Hauptgürtel         |
| (10899) 1997 WN13 | Hauptgürtel         |
| (10906) 1997 WO44 | Hauptgürtel         |
| (14559) 1997 WP28 | Hauptgürtel         |
| (10409) 1997 WP44 | Hauptgürtel         |
| (16830) 1997 WQ7  | Hauptgürtel         |
| (18571) 1997 WQ21 | Hauptgürtel         |
| (15409) 1997 WQ31 | Hauptgürtel         |
| (10620) 1997 WQ34 | Hauptgürtel         |
| (10231) 1997 WQ37 | Hauptgürtel         |
| (16828) 1997 WR2  | Hauptgürtel         |
| (10229) 1997 WR3  | Hauptgürtel         |
| (16832) 1997 WR21 | Hauptgürtel         |
| (10904) 1997 WR31 | Hauptgürtel         |
| (17714) 1997 WR38 | Hauptgürtel         |
| (10232) 1997 WR49 | Hauptgürtel         |
| (10901) 1997 WS21 | Hauptgürtel         |
| (18575) 1997 WS31 | Hauptgürtel         |
| (10407) 1997 WS32 | Hauptgürtel         |
| (17710) 1997 WT2  | Hauptgürtel         |
| (16835) 1997 WT34 | Hauptgürtel         |
| (15930) 1997 WT37 | Hauptgürtel         |
| (16838) 1997 WT39 | Hauptgürtel         |
| (16839) 1997 WT41 | Hauptgürtel         |
| (16840) 1997 WT44 | Hauptgürtel         |
| (15408) 1997 WU21 | Hauptgürtel         |
| (16834) 1997 WU22 | Apollo-Typ          |
| (10230) 1997 WU35 | Hauptgürtel         |
| (17709) 1997 WV1  | Hauptgürtel         |
| (15927) 1997 WV2  | Hauptgürtel         |
| (13694) 1997 WW7  | Jupiter-Trojaner    |
| (17716) 1997 WW43 | Hauptgürtel         |
| (16833) 1997 WX21 | Hauptgürtel         |
| (16841) 1997 WY49 | Hauptgürtel         |
| (10406) 1997 WZ29 | Hauptgürtel         |
| (17715) 1997 WZ39 | Hauptgürtel         |
| (16845) 1997 XA9  | Hauptgürtel         |
| (16846) 1997 XA10 | Hauptgürtel         |
| (10622) 1997 XA12 | Hauptgürtel         |
| (10909) 1997 XB10 | Hauptgürtel         |
| (18577) 1997 XH   | Hauptgürtel         |
| (18582) 1997 XK9  | innerer Hauptgürtel |
| (15932) 1997 XL5  | Hauptgürtel         |
| (11355) 1997 XL11 | Hauptgürtel         |
| (17717) 1997 XL   | Hauptgürtel         |
| (18580) 1997 XN8  | Hauptgürtel         |
| (16848) 1997 XN12 | Hauptgürtel         |
| (10621) 1997 XN   | Hauptgürtel         |
| (10411) 1997 XO11 | Hauptgürtel         |
| (18578) 1997 XP   | Hauptgürtel         |
| (10410) 1997 XR9  | Hauptgürtel         |
| (16842) 1997 XS3  | Hauptgürtel         |
| (17721) 1997 XT10 | Hauptgürtel         |
| (17719) 1997 XV1  | Hauptgürtel         |
| (16843) 1997 XX3  | äußerer Hauptgürtel |
| (16844) 1997 XY3  | Hauptgürtel         |
| (11354) 1997 XY9  | Hauptgürtel         |
| (19368) 1997 XZ4  | Hauptgürtel         |
| (17718) 1997 XZ   | Hauptgürtel         |
| (17723) 1997 YA4  | Hauptgürtel         |
| (18584) 1997 YB2  | Hauptgürtel         |
| (11153) 1997 YB10 | Hauptgürtel         |
| (10911) 1997 YC1  | Hauptgürtel         |
| (19373) 1997 YC14 | Hauptgürtel         |
| (18586) 1997 YD3  | Hauptgürtel         |
| (15933) 1997 YD   | Hauptgürtel         |
| (18585) 1997 YE2  | Hauptgürtel         |
| (10913) 1997 YE14 | Hauptgürtel         |
| (16858) 1997 YG10 | Hauptgürtel         |
| (19374) 1997 YG17 | Hauptgürtel         |
| (16859) 1997 YJ10 | Hauptgürtel         |
| (16863) 1997 YJ16 | Hauptgürtel         |
| 0(8429) 1997 YK4  | Hauptgürtel         |
| (15411) 1997 YL1  | Hauptgürtel         |
| (16854) 1997 YL3  | Hauptgürtel         |
| (18589) 1997 YL10 | Hauptgürtel         |
| (15936) 1997 YM4  | Hauptgürtel         |
| (17728) 1997 YM12 | Hauptgürtel         |
| (16862) 1997 YM14 | Hauptgürtel         |
| (16855) 1997 YN7  | Hauptgürtel         |
| (18588) 1997 YO9  | Hauptgürtel         |
| (18590) 1997 YO10 | Hauptgürtel         |
| (18592) 1997 YO18 | Hauptgürtel         |
| (19369) 1997 YO   | Hauptgürtel         |
| (15937) 1997 YP5  | Hauptgürtel         |
| (10623) 1997 YP7  | Hauptgürtel         |
| (19371) 1997 YP11 | Hauptgürtel         |
| (19372) 1997 YP13 | Hauptgürtel         |
| (17725) 1997 YQ7  | Hauptgürtel         |
| (14562) 1997 YQ19 | Hauptgürtel         |
| (15934) 1997 YQ   | Hauptgürtel         |
| (18587) 1997 YR5  | Hauptgürtel         |
| (12055) 1997 YR11 | Hauptgürtel         |
| (10624) 1997 YR13 | äußerer Hauptgürtel |
| (16850) 1997 YS1  | Hauptgürtel         |
| (17726) 1997 YS10 | Hauptgürtel         |
| (17722) 1997 YT1  | Hauptgürtel         |
| (16860) 1997 YT10 | Hauptgürtel         |
| (18591) 1997 YT11 | Hauptgürtel         |
| (15935) 1997 YT   | Hauptgürtel         |
| (16851) 1997 YU1  | Marsbahnkreuzer     |
| (17727) 1997 YU11 | Hauptgürtel         |
| (15940) 1997 YU13 | Hauptgürtel         |
| (10915) 1997 YU16 | Hauptgürtel         |
| (16853) 1997 YV2  | Hauptgürtel         |
| (16849) 1997 YV   | Hauptgürtel         |
| (10912) 1997 YW5  | Hauptgürtel         |
| (17729) 1997 YW14 | Hauptgürtel         |
| (11357) 1997 YX2  | Hauptgürtel         |
| (10910) 1997 YX   | Hauptgürtel         |
| (11358) 1997 YY5  | Hauptgürtel         |
| (17724) 1997 YZ5  | Hauptgürtel         |
| (15942) 1997 YZ16 | Hauptgürtel         |
| (15410) 1997 YZ   | Hauptgürtel         |